# Escopes de Paros

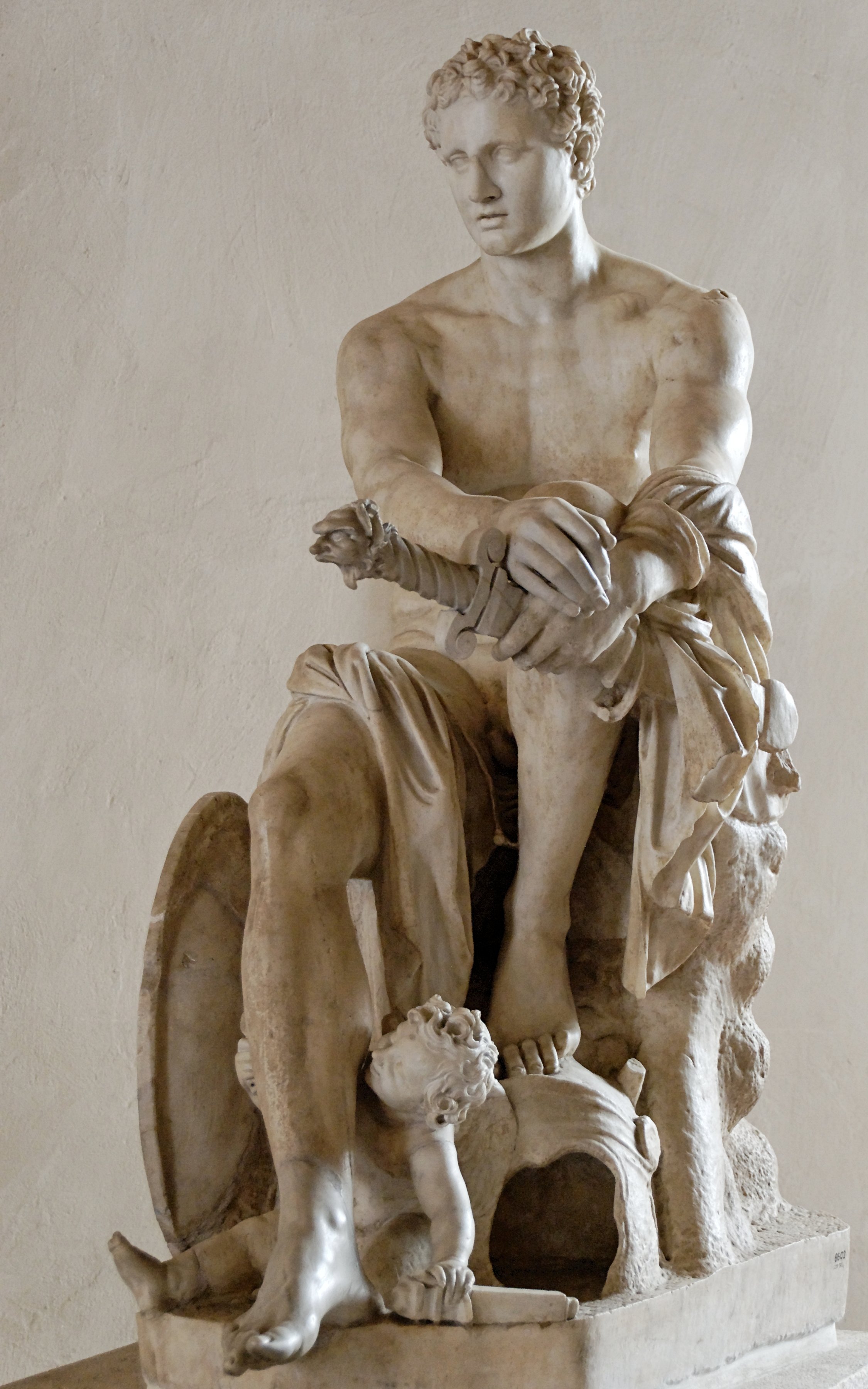
Ares Ludovisi, còpia d'una escultura d'Escopes conservada al palau Altemps de Roma

Escopes o Escopas de Paros (en grec: Σκόπας, Skópas, en llatí: Scopas) (illa de Paros, abans del 395 aC - després del 350 aC) va ser un escultor i arquitecte grec d'època clàssica de l'escola àtica moderna, contemporani de Lisip i Praxíteles. Era nadiu de Paros, d'una família d'artistes de l'illa, però ciutadà atenenc. Una inscripció posterior esmenta un tal Aristandre, fill d'Escopes de Paros, com a restaurador d'una estàtua de Gai Bel·liè. També és conegut un escultor de nom Aristandre de Paros, que va viure al temps de la Guerra del Peloponès (va florir vers el 405 aC) i que probablement era el seu pare. Per tant, Escopes hauria viscut a la primera meitat del segle iv aC, encara que Plini el Vell el situa una mica abans.
Va treballar en els relleus del mausoleu d'Halicarnàs (vers el 350 aC) i va dirigir la reconstrucció del temple d'Atena a Tegea (Arcàdia), vers el 393 aC, ja que s'havia cremat un any abans. Només és conegut per algunes notícies poc clares de Plini i algun altre escriptor, i per les obres que se n'han conservat.
De les seves obres, s'han conservat alguns relleus al Museu Britànic de Londres, fragments del temple de Tegea al Museu Arqueològic Nacional d'Atenes, una còpia de l'Ares Ludovisi al Palazzo Altemps de Roma, una altra de Pothos –anomenada Apol·lo amb la cítara– als Museus Capitolins de la capital italiana i una estàtua de Melèagre al Fogg Art Museum de Cambridge (Massachusetts, EUA).

## Obres
a) Treballs arquitectònics: 
- Temple d'Atena a Tegea (Arcàdia). Segons Pausànias era el més gran i magnífic del Peloponès, i destacava per la disposició de les seves columnes, d'ordre jònic a la part exterior i dòric i corinti a l'interior, aquest últim per sobre de l'anterior. El frontó del pòrtic representava la cacera del Senglar de Calidó. Segons la descripció de Pausànies, al centre hi havia el senglar salvatge perseguit per un costat per Atalanta, Melèagre, Teseu, Telamó, Peleu, Pòl·lux i Iolau, i a l'altra banda Anceu ferit mortalment que deixava caure la destral, i al seu costat Càstor, Amfiarau i Pirítous. Actualment en queden restes insignificants.
- Temple d'Àrtemis a Efes. Segons diu Plini, trenta-sis de les seixanta columnes que tenia, estaven esculpides, probablement eren columnes del tipus de cariàtides)
- Mausoleu d'Halicarnàs.

b) Escultures en grups o individuals
- Obres mitològiques diverses sobre Afrodita, que Plini relaciona amb altres estàtues del mateix Escopes, de Potos i Faetont.
- Estàtua de Venus.
- Obres mitològiques diverses sobre Dionís. Plini parla d'una estàtua de Dionís acompanyat per les Mènades, que portaven els cabells flotant pels aires.
- Obres mitològiques diverses sobre Apol·lo i Àrtemis.
- Grup de fills i filles de Níobe.
- Obres variades sobre diverses divinitats (Vesta, un colós de Mart, Minerva, Hermes, Hèracles, Asclepi i Higiea, Atena, Ismeni, Hècate i dues Fúries)
- Aquil·les conduït a l'illa de Lence per les divinitats del mar (el grup més apreciat, segons Plini.[1]